# Margarites luciae
Margarites luciae is een slakkensoort uit de familie van de Margaritidae. De wetenschappelijke naam van de soort is voor het eerst geldig gepubliceerd in 1876 door G. Seguenza.